# Bradysia regularis
Bradysia regularis är en tvåvingeart som först beskrevs av Franz Lengersdorf 1934.  Bradysia regularis ingår i släktet Bradysia och familjen sorgmyggor. Arten är reproducerande i Sverige. Inga underarter finns listade i Catalogue of Life.